# 타카하타 미츠키
타카하타 미츠키(일본어: 高畑 充希, 1991년 12월 14일~)는 일본의 배우, 가수이다. 가수 활동을 할 때에는 〈みつき 미츠키[*]〉 혹은 〈高畑 充希 타카하타 미츠키[*]〉 명의로 활동하고 있다. 호세이 대학 캐리어디자인학부 재학 중 (현재 휴학 중).
오사카부 히가시오사카시 출신이며, 호리프로 소속이다.

## 내력
2005년, 호리프로가 창업 45년을 기념하여 주최한 《야마구치 모모에 트리뷰트 뮤지컬 플레이 백 part2 ~옥상의 천사》의 출연자 오디션에서, 9,621명의 응모자로부터 멋지게 주연 자리를 획득한 신데렐라 걸이다. 그러나 타카하타는 이번이 첫 오디션이 아니라, 초등학교 때부터 중학교 때까지 오디션을 수십 번 봤지만 전부 떨어졌었다. 그럼에도 그녀는 포기하지 않고, 그 존재감으로 멋지게 주연을 따냈다. 오사카 부의 시텐노우지 중학교 재학 중에, 부모님께서 뮤지컬을 좋아하시는 것에 영향을 받아 이 오디션에 참가하게 됐다고 한다. 본인은 〈정말로 운이 좋았다〉라고 말하고 있다. 2007년부터 도쿄의 고등학교로 전학. 본격적인 배우 활동을 시작하고, 뮤지컬 피터 팬의 8대째 주역이 되었다.
2007년, 코부쿠로의 코부치 켄타로가 목소리에 반해, 가수로서의 프로듀스를 받게 된다. 이 경우 〈高畑充希 타카하타 미츠키[*]〉가 아니라, 아티스트 명인 〈みつき 미츠키[*]〉로서 활동한다 (코부치에게 있어서 신인 첫 프로듀스이다).
2010년 4월에 대학에 입학한 것을 블로그에서 공표했다.
2016년, NHK 연속 TV 소설 《아빠 언니》에서 오디션을 거쳐 여주인공·코하시 츠네코 역에 선택되었다. 이 드라마가 타카하시에게 있어서 연속 드라마 첫 주연이기도 하다.

## 인물
- 중학 시절에는 경음부에 소속해, 보컬을 담당했다.
- 2008년 4월 25일의 일본 프로 야구, 도쿄 야쿠르트 스왈로스 대 주니치 드래건스의 경기에서 시구식을 맡았다[3].
- 《3학년 B반 킨파치 선생님》에서 공동 출연한 미즈사와 나코, 쿠츠나 시오리, 《Q10》에서 공동 출연한 마에다 아츠코, 에모토 토키오, 이케마츠 소스케, 《죠시즈》에서 공동 출연한 아리무라 카스미와 사이가 좋다.

## 수상
- 제84회 더 텔레비전 드라마 아카데미상 조연 여우상 (《문제 있는 레스토랑》)[4][5]
- 제23회 요미우리 연극 대상 우수 여우상 (《파란 종자는 태양 속에 있다》)[6]
- 제23회 요미우리 연극 대상 스기무라 하루코상 (《이야오나시니》 《파란 종자는 태양 속에 있다》)[7]
- 제29회 도쿄 국제 영화제 ARIGATŌ상[8][9]
- 닛케이 트렌디 선출 〈올해의 히트인〉[10]

## 출연

### 텔레비전 드라마
- 3학년 B반 킨파치 선생님 (TBS) - 타구치 아야카 역
  - 제8시리즈 (2007년 10월 11일 ~ 2008년 3월 20일)
  - 파이널~〈마지막 보내는 말〉 (2011년 3월 27일)
- 나츠코이 (2008년 6월 30일 ~ 2008년 8월 29일, 마이니치 방송) - 고토 나츠키 역
- 부부도 제2시리즈 제10 ~ 최종화 (2009년 6월 17일 ~ 24일, TBS) - 요시나가 리카 역
- Q10 (2010년 10월 16일 ~ 2010년 12월 11일, 닛폰 TV) - 카와이 에미코 역
- 드라마 스페셜·졸업 홈런 (2011년 3월 23일, TV 도쿄) - 이노우에 미나코 역
- 금요 프레스테이지·절대 영도 ~미해결 사건 특명 수사~ Special (2011년 7월 8일, 후지 TV) - 노자와 사키 역
- 연속 TV 소설 (NHK)
  - 잘 먹었습니다 제6 ~ 최종주 (2013년 9월 30일 ~ 2014년 3월 29일) - 니시카도 노리코 역
    - 잘 먹었습니다라고 말해주고 싶어! (2014년 4월 19일, NHK BS 프리미엄)

  - 아빠 언니 (2016년 4월 4일 ~ 10월 1일) - 주연·코하시 츠네코 역
- 우레로☆미체험소녀 제12화 (2014년 3월 28일, TV 도쿄) - 미츠키 역
- 기적의 교실 (2014년 6월 28일, 닛폰 TV) - 레이코 역
- 아스나로 337박자 (2014년 7월 15일 ~ 9월, 후지 TV) - 하즈키 레나 역
- 대하드라마 군사 칸베에 제30 ~ 47화 (2014년 7월 27일 ~ 11월 23일, NHK) - 이토 역
- 도쿄 센티멘탈 (TV 도쿄) - 스도 아카네 역
  - 단발 스페셜 (2014년 12월 30일)
  - 연속 드라마 (2016년 1월 ~ 4월)
- 문제 있는 레스토랑 (2015년 1월 15일 ~ 3월 19일, 후지 TV) - 카와나 아이리 역
- 연기와 안개 ~Gold Rush~ (2015년 7월 18일 ~ 8월 8일, WOWOW) - 마사키 나오코 역
- 언젠가 이 사랑을 떠올리면 분명 울어버릴 것 같아 (2016년 1월 18일 ~ 3월 21일, 후지 TV) - 히나타 키호코 역

### 영화
- 달려라! 켓타머신 웨딩 광조곡 (2002년 6월 1일, 후루캬라 시네마) - 타니가와 미카 역
- 돌핀 블루 후지, 다시 한 번 하늘로 (2007년 7월 7일, 쇼치쿠) - 타마키 미치루 역
- 서도 걸즈!! 우리의 고시엔 (2010년 5월 15일, 워너 브라더스) - 코에이 키요미 역
- Lost Harmony (2011년 12월 3일, 고 시네마) - 우에무라 마키 역
- 츠야의 밤 어떤 사랑에 관련된, 여성들의 이야기 (2013년 1월 26일, 토에이) - 여학생 역
- HK 변태 가면 (2013년 4월 13일, 티 조이) - 현장 캐스터 역
- 죠시즈 (2014년 6월 7일, 킹레코드) - 키카와다 유리 역
- 아오하라이드 (2014년 12월 13일, 토호) - 나루미 유이 역
- 밴쿠버의 아침 해 (2014년 12월 20일, 토호) - 에미 카사하라 역
  - 메모리즈 오브 〈밴쿠버의 아침 해〉 (2014년 12월 7일, 일본 영화 전문 채널)
- 신데렐라 (2015년 4월 25일, 월트 디즈니 재팬) - 주연·엘라 역 (목소리)
- 식물도감 (2016년 6월 4일, 쇼치쿠) - 주연·코노 사야카 역
- 분노 (2016년 9월 17일, 토호) - 카오루 역
- 아즈미 하루코는 행방불명 (2016년 12월, 팬텀 필름) - 아이나 역
- 마치다군의 세계 (2019년 6월 7일) - 타카시마 사쿠라 역
- 사무라이 쉬프터스 (2019년)
- 오타쿠에게 사랑은 어려워 (2020년) - 모모세 나루미 역

### 무대
- 플레이 백 part2 ~옥상의 천사 (2005년 12월) - 주연·스모모 역
- 피터 팬 (2007년 ~ 2012년) - 주연·피터 팬 역 ※8대째
- 기적의 사람 (2009년 10월 ~ 11월/2014년 10월) - 주연·헬렌 켈러 역
- 미남이시네요 (2011년 10월 ~ 11월) - 주연·사쿠라바 미오/사쿠라바 미코 역
- 마메노사카 서점 (2011년 12월) - 칸다가와 히야네 역
- 커피 프린스 1호점 (2012년 4월 ~ 5월) - 주연·고은찬 역
- 앨리스 인 원더랜드 (2012년 11월 ~ 12월) - 클로에 역
- 스마트 모테리맨 강좌 (2013년 1월 ~ 2월) - 노가미 레이코 역
- 무대·우레로☆미공개소녀 (2013년 3월) - 미츠키 역
- 스위니 토드~플리트가의 악마의 이발사~ (2013년 5월 ~ 6월) - 조안나 역
- 이야오나시니 (2015년 1월 ~ 3월) - 마카베 요시나 역
- 파란 종자는 태양 속에 있다 (2015년 8월 ~ 9월) - 유미코 역
- 나는 신고 (2016년 12월 ~ 2017년 1월) - 주연·마린 역
- 엘렉트라 (2017년 4월 ~ ) - 주연·엘렉트라 역

### 음악 프로그램
- 가요 채리티 콘서트 (2013년 4월 30일, NHK 종합)
- NHK 가요 콘서트 (2014년 4월 1일, NHK 종합)
- 가요 채리티 콘서트 (2014년 4월 29일, NHK 종합)
- 뮤직 스테이션 (2015년 5월 15일, TV 아사히)

### 버라이어티 프로그램
- 미래 로켓 (2014년 4월 18일 ~ 2015년 3월 20일, 후지 TV) - 사회 겸 응원 매니저

### 텔레비전 애니메이션
- 카룰의 이상한 탑 (2010년 10월 8일 ~ 2011년 4월 8일, 키즈 스테이션) - 주연·카룰 역
- 꽃은 핀다 토호쿠에 핀다 (2014년, NHK) - 자시키와라시 역

### 극장 애니메이션
- 로빈슨 가족 (2007년) - 리지 역
- 낮잠공주: 모르는 나의 이야기 (2017년) - 주연·모리카와 코코네 역

### 라디오 드라마
- LOVE=Platinum 연애 퍼즐 piece.11 〈그녀의 경우〉 (2010년 9월 10일, TOKYO FM) - 타마키 역
- FM 시어터 〈히치하이크〉 (2011년 4월 9일, NHK-FM) - 주연·미나코 역

### CM
- 쵸야 매실주 〈취하지 않는 매실주〉 (2014년 4월 ~ )
- NTT FACILITIES (2014년 6월 ~ )
- AC 재팬 (2014년 7월 ~ ) - 내레이션
- 미츠이 부동산 레지덴셜 (2014년 9월 ~ )
- 라이온 버퍼링 루나 i (2015년 5월 ~ )
- NTT 도코모 (2015년 6월 ~ )
- 칸포 생명보험 (2016년 3월 ~ )
- 달리전 도쿄전 (2016년 8월 ~ )
- 후지 필름 스킨 케어 시리즈 아스타리프트 (2016년 9월 ~ )
- 다이하츠 공업 무브 캔버스 (2016년 9월 ~ )

### 광고
- 선전 회의 카피라이터 양성 강좌 포스터 (2013년)
- 건설업 노동 재해 방지 협회 전국 안전 주간 포스터 (2014년)
- 아사가쿠 나비 이미지 캐릭터 (2015년 ~ 2016년)

### PV
- 카와시마 아이 〈행복한가요〉 (2007년 10월 3일)
- 타케우치 마리야 〈기운을 내서〉 (2008년 10월 1일)
- 크리프하이프 〈잠버릇〉 (2014년 5월 7일)

## 음악 작품

### 미츠키 명의

#### 싱글
1. 大切なもの / 소중한 것 (2007년 6월 20일) 코부치 켄타로(코부쿠로) 프로듀스
2. 瞳ひらいて / 눈을 뜨고 (2007년 11월 28일) 카와시마 아이 프로듀스
3. 夏のモンタージュ / 여름의 몽타주 (2008년 7월 30일) 타케우치 마리야 프로듀스

#### 앨범
1. COLOR (2008년 9월 3일)

### 타카하타 미츠키 명의

#### 싱글
1. ホームにて / 홈에서 (2015년 1월 4일) ※다운로드 한정
  - 나카지마 미유키의 곡 커버. KOBUDO -코부도-와의 컬래버레이션으로, 2015년 1월 4일에 방송된 TBS 계열 《신춘 드라마 특별 기획 〈우리 집〉》 주제가.

#### 앨범
1. PLAY LIST (2014년 3월 26일)

### 참가 작품
- 焼氷有り□の唄 / 야키고오리 있어요의 노래 (니시카도 노리코 명의, 2013년 12월 4일 발매 《연속 TV 소설 〈잘 먹었습니다〉 오리지널 사운드트랙 고치소노토》 및 《PLAY LIST》에 수록)
- いちごの唄〜源太出征の日 / 딸기 노래~겐타 출정의 날 (니시카도 노리코 명의, 2014년 4월 9일 발매 《연속 TV 소설 〈잘 먹었습니다〉 오리지널 사운드트랙 고치소노토 오카와리》에 수록)
- 蘇州夜曲 / 소주야곡 (니시카도 노리코 명의, 2014년 4월 9일 발매 《연속 TV 소설 〈잘 먹었습니다〉 오리지널 사운드트랙 고치소노토 오카와리》에 수록)
- 夏のモンタージュ / 여름의 몽타주 (타케우치 마리야가 셀프 커버한 〈여름의 몽타주〉에 코러스로서 참가, 2014년 9월 10일 발매 《TRAD》에 수록)
- Take Me Out To The Ball Game (타카하타 미츠키 명의, 2014년 12월 17일 발매 《〈밴쿠버의 아침 해〉 오리지널 사운드트랙》에 수록)
- 花は咲く / 꽃은 핀다 (타카하타 미츠키 명의, 2015년 3월 4일 발매 《NHK 〈내일로〉 동일본 대지진 부흥 지원 송 〈꽃은 핀다〉 콤필레이션 앨범》에 수록)
- 夢はひそかに / 꿈은 슬며시 (타카하타 미츠키 명의, 시로타 유와의 듀엣 버전, 영화 《신데렐라》 일본판 엔딩)

## 서적

### 잡지 연재
- MAQUIA 〈타카하타 미츠키의 CinemaScrap〉 (2014년 11월호 ~ , 슈에이샤)
- 린네르 (2015년 7월호 ~ , 타카라지마샤)

### 사진집
- 타카하타 미츠키 사진집 〈카구라자카〉 (2012년 1월 1일, 호리프로)
- 타카하타 미츠키 사진집 〈카구라자카〉 (신장판) (2016년 6월 24일, 호리프로)

### 캘린더
- 타카하타 미츠키 2015 캘린더 (2014년 10월 29일, 하고로모)
- 타카하타 미츠키 2016 캘린더 (2015년 11월 20일, 하고로모)
- 타카하타 미츠키 2017 캘린더 (2016년 11월 16일, 하고로모)